# Ортега, Флавио
Флавио Ортега (порт. Flavio Ortega; 1944, Сан-Паулу, Бразилия — 26 февраля 2007, Сан-Педро-Сула, Гондурас) — бразильский футболист и тренер.

## Биография
Начинал свою карьеру в известном бразильском клубе "Флуминенсе". В 24 года Ортега переехал в Гондурас и остался там до конца жизни. В качестве игрока футболист выступал на позиции нападающего за ряд местных клубов. В сезоне 1969/70 бразилец стал лучшим бомбардиром Чемпионата Гондураса в составе "Марафона".
Будучи тренером, Ортега поработал практически со всеми местными грандами. Несколько раз он выигрывал с ними чемпионат страны. В 1991 году бразилец тренировал сборную Гондураса на Золотом Кубке КОНКАКАФ в США. На нем "катрачос" неожиданно завоевало серебро.
В 1994 году специалист успешно работал с коста-риканским "Картахинесом". Его он привел к победе в Кубке чемпионов КОНКАКАФ. Затем Ортега вновь вернулся в Гондурас.
2 февраля 2007 года бразильский тренер скончался от кровоизлияния в мозг в городе Сан-Педро-Сула. Инсульт была вызвана осложнением от острого-респираторного заболевания и почечной недостаточностью. Незадолго до кончины Ортега во второй раз возглавил сборную Гондураса.

## Достижения

### Футболиста
- Лучший бомбардир Чемпион Гондураса (1): 1969/70.

### Тренера
- Обладатель Кубка чемпионов КОНКАКАФ (1): Кубке чемпионов КОНКАКАФ.
- Чемпион Гондураса (2): 1988/89, 2002/03..
- Вице-чемпион Золотого Кубка КОНКАКАФ (1): 1991.